# Karol Maria Wirtemberski

Herb Wirtembergów

Karol Maria Wirtemberg, właśc. Karol Maria Piotr Ferdynand Filip Albert Józef Michał Pius Konrad Robert Ulryk (ur. 1 sierpnia 1936 w Friedrichshafen, zm. 7 czerwca 2022 w Ravensburgu) – książę wirtemberski z dynastii Wirtembergów, głowa wirtemberskiej rodziny królewskiej i pretendent do tronu Wirtembergii używający tytułu Księcia Wirtembergii (Herzog von Württemberg), przedsiębiorca.

## Życiorys
Syn księcia Filipa Albrechta Wirtemberskiego i jego drugiej żony Róży Habsburg. Jego dziadkami byli: Albrecht Wirtemberski i Małgorzata Zofia Habsburg oraz Piotr Ferdynand Habsburg-Lotaryński i Maria Krystyna Burbon-Sycylijska.
Uczęszczał do szkoły w Riedlingen, następnie ukończył prawo na Uniwersytecie w Tybindze. W 1959 roku jego starszy brat Ludwik Albert Wirtemberski zrezygnował z tytułu i praw sukcesji, aby poślubić Adelajdę von Bodman.
18 czerwca 1960 ożenił się z Dianą Burbon-Orleańską, córką orleańskiego pretendenta do tronu Francji Henryka Orleańskiego i Izabelli Orleańskiej-Bragança, córki Piotra de Alcântara Brazylijskiego. Trzy lata wcześniej siostra Karola – Maria Teresa Wirtemberska wyszła za starszego brata Diany – Henryka Burbona.
Po śmierci ojca w 1975 roku został głową rodziny Wirtembergów oraz prezesem Kamery Dworskiej rodziny Wirtembergów, do której należą: lasy, winnice, nieruchomości i ziemia w Niemczech, Kanadzie, Austrii i Hiszpanii, manufaktura porcelany, biuro projektowe. Oprócz zarządzania majątkiem rodziny, książę wspiera akcje charytatywne i programy socjalne. Wspiera Niemiecki Czerwony Krzyż, jest honorowym senatorem uniwersytetów Eberharda Karola w Tybindze i w Hohenheim.
Za swoje zasługi dla katolickiej diecezji Rottenburg-Stuttgart otrzymał w 2001 roku od papieża Jana Pawła II Order św. Grzegorza Wielkiego, który wręczył mu biskup Gebhard Fürst.
Został też odznaczony m.in. włoskim Orderem Annuncjaty.

## Potomstwo
Karol i Diana mają sześcioro dzieci:
- Fryderyk Filip (ur. 1961, zm. 2018)[4] – ożenił się z księżniczką Wilhelminą Marią zu Wied,
- Matylda (ur. 1962) – wyszła za Ericha von Waldburg zu Zeil und Trauchburg,
- Eberhard (ur. 1963) – ożenił się z Lucią Désirée Copf,
- Filip Albert (ur. 1964) – ożenił się z Marią Karoliną Wittelsbach, córką Maxa Emanuela Wittelsbacha,
- Michał (ur. 1965) – ożenił się z Julią Storz,
- Fleur (ur. 1977) – wyszła za Moritza von Goess.

## Genealogia
| Prapradziadkowie               | książę Wirtemberski Aleksander Fryderyk Wirtemberski (1802–1881) ∞ 1837 Maria Orleańska (1813–1839) | książę Cieszyński Albrecht Fryderyk Habsburg (1817–1895) ∞ 1844 Hildegarda Wittelsbach (1825–1864) | arcyksiążę Franciszek Karol Habsburg (1802–1878) ∞ 1824 Zofia Wittelsbach (1805–1872)                         | król Obojga Sycylii Ferdynand II Burbon (1810–1859) ∞ 1837 Maria Teresa Habsburg (1816–1867)                  | wielki książę Toskanii Leopold II Habsburg-Lotaryński (1797–1870) ∞ 1833 Maria Antonietta Sycylijska (1814–1898) | książę Parmy Karol III Burbon-Parmeński (1823–1854) ∞ 1845 Ludwika Burbon (1819–1864)                          | król Obojga Sycylii Ferdynand II Burbon (1810–1859) ∞ 1837 Maria Teresa Habsburg (1816–1867)                   | książę Franciszek Burbon-Sycylijski (1827–1892) ∞ 1850 Maria Izabella Habsburg-Lotaryńska (1834–1901)          |
| Pradziadkowie                  | książę Wirtemberski Filip Wirtemberski (1838–1917) ∞ 1865 Maria Teresa Habsburg (1845–1927)         | książę Wirtemberski Filip Wirtemberski (1838–1917) ∞ 1865 Maria Teresa Habsburg (1845–1927)        | arcyksiążę Karol Ludwik Habsburg-Lotaryński (1833–1896) ∞ 1862 Maria Annunziata Burbon-Sycylijska (1843–1871) | arcyksiążę Karol Ludwik Habsburg-Lotaryński (1833–1896) ∞ 1862 Maria Annunziata Burbon-Sycylijska (1843–1871) | wielki książę Toskanii Ferdynand IV Habsburg-Lotaryński (1835–1908) ∞ 1868 Alicja Burbon-Parmeńska (1849–1935)   | wielki książę Toskanii Ferdynand IV Habsburg-Lotaryński (1835–1908) ∞ 1868 Alicja Burbon-Parmeńska (1849–1935) | książę Alfons Burbon-Sycylijski (1841–1934) ∞ 1868 Maria Antonietta Burbon-Sycylijska (1851–1918)              | książę Alfons Burbon-Sycylijski (1841–1934) ∞ 1868 Maria Antonietta Burbon-Sycylijska (1851–1918)              |
| Dziadkowie                     | książę Wirtemberski Albrecht Wirtemberski (1865–1939) ∞ 1893 Małgorzata Zofia Habsburg (1870–1902)  | książę Wirtemberski Albrecht Wirtemberski (1865–1939) ∞ 1893 Małgorzata Zofia Habsburg (1870–1902) | książę Wirtemberski Albrecht Wirtemberski (1865–1939) ∞ 1893 Małgorzata Zofia Habsburg (1870–1902)            | książę Wirtemberski Albrecht Wirtemberski (1865–1939) ∞ 1893 Małgorzata Zofia Habsburg (1870–1902)            | arcyksiążę Piotr Ferdynand Habsburg-Lotaryński (1874–1948) ∞ 1900 Maria Krystyna Burbon-Sycylijska (1877–1947)   | arcyksiążę Piotr Ferdynand Habsburg-Lotaryński (1874–1948) ∞ 1900 Maria Krystyna Burbon-Sycylijska (1877–1947) | arcyksiążę Piotr Ferdynand Habsburg-Lotaryński (1874–1948) ∞ 1900 Maria Krystyna Burbon-Sycylijska (1877–1947) | arcyksiążę Piotr Ferdynand Habsburg-Lotaryński (1874–1948) ∞ 1900 Maria Krystyna Burbon-Sycylijska (1877–1947) |
| Rodzice                        | Filip II Wirtemberski (1893–1975) ∞ 1928 Róża Habsburg-Lotaryńska (1906–1983)                       | Filip II Wirtemberski (1893–1975) ∞ 1928 Róża Habsburg-Lotaryńska (1906–1983)                      | Filip II Wirtemberski (1893–1975) ∞ 1928 Róża Habsburg-Lotaryńska (1906–1983)                                 | Filip II Wirtemberski (1893–1975) ∞ 1928 Róża Habsburg-Lotaryńska (1906–1983)                                 | Filip II Wirtemberski (1893–1975) ∞ 1928 Róża Habsburg-Lotaryńska (1906–1983)                                    | Filip II Wirtemberski (1893–1975) ∞ 1928 Róża Habsburg-Lotaryńska (1906–1983)                                  | Filip II Wirtemberski (1893–1975) ∞ 1928 Róża Habsburg-Lotaryńska (1906–1983)                                  | Filip II Wirtemberski (1893–1975) ∞ 1928 Róża Habsburg-Lotaryńska (1906–1983)                                  |
| Karol Wirtemberski (1936–2022) | | | | | | | | |